# Linea di scrimmage

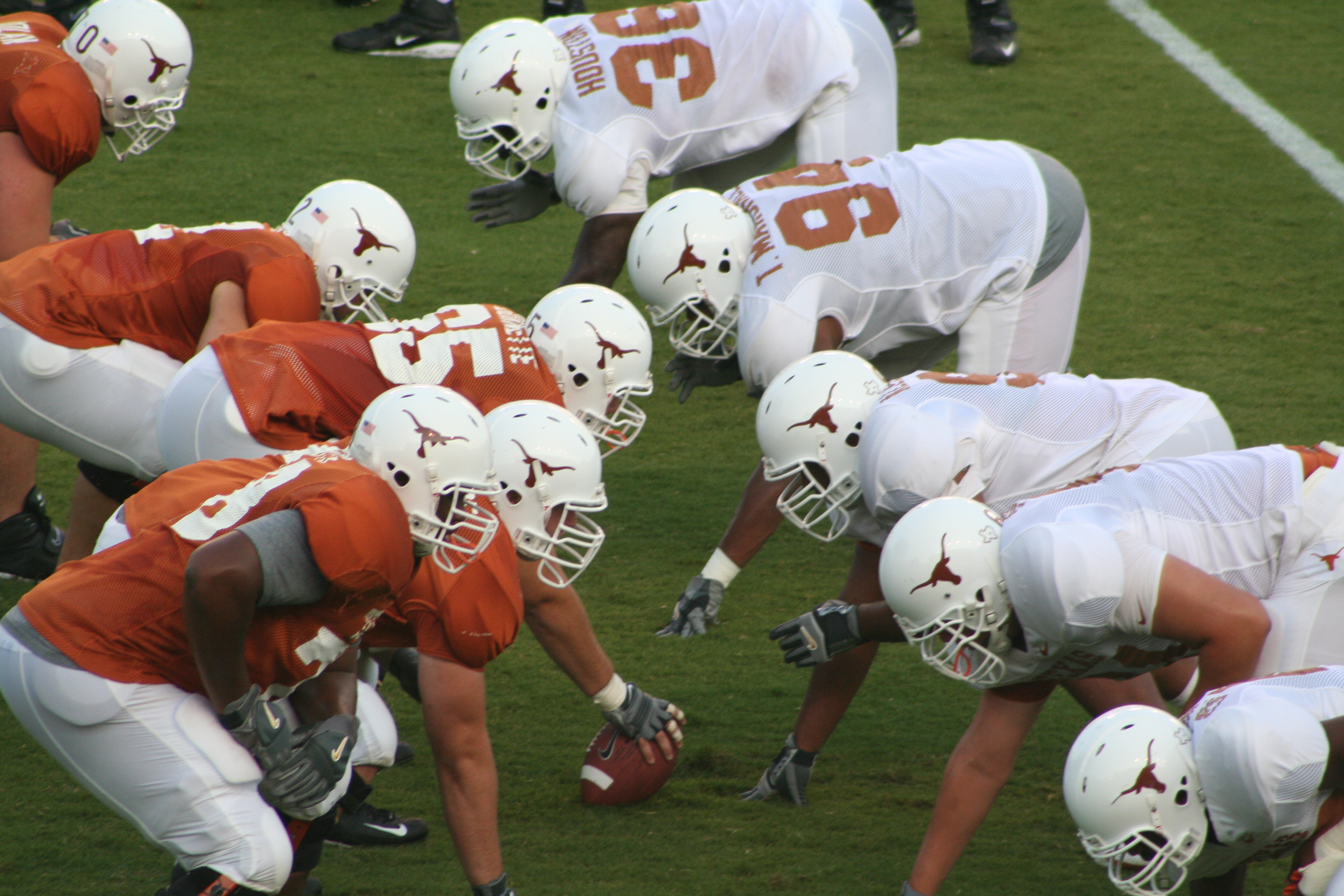
Linea di scrimmage, prima che l'azione abbia inizio (football americano)

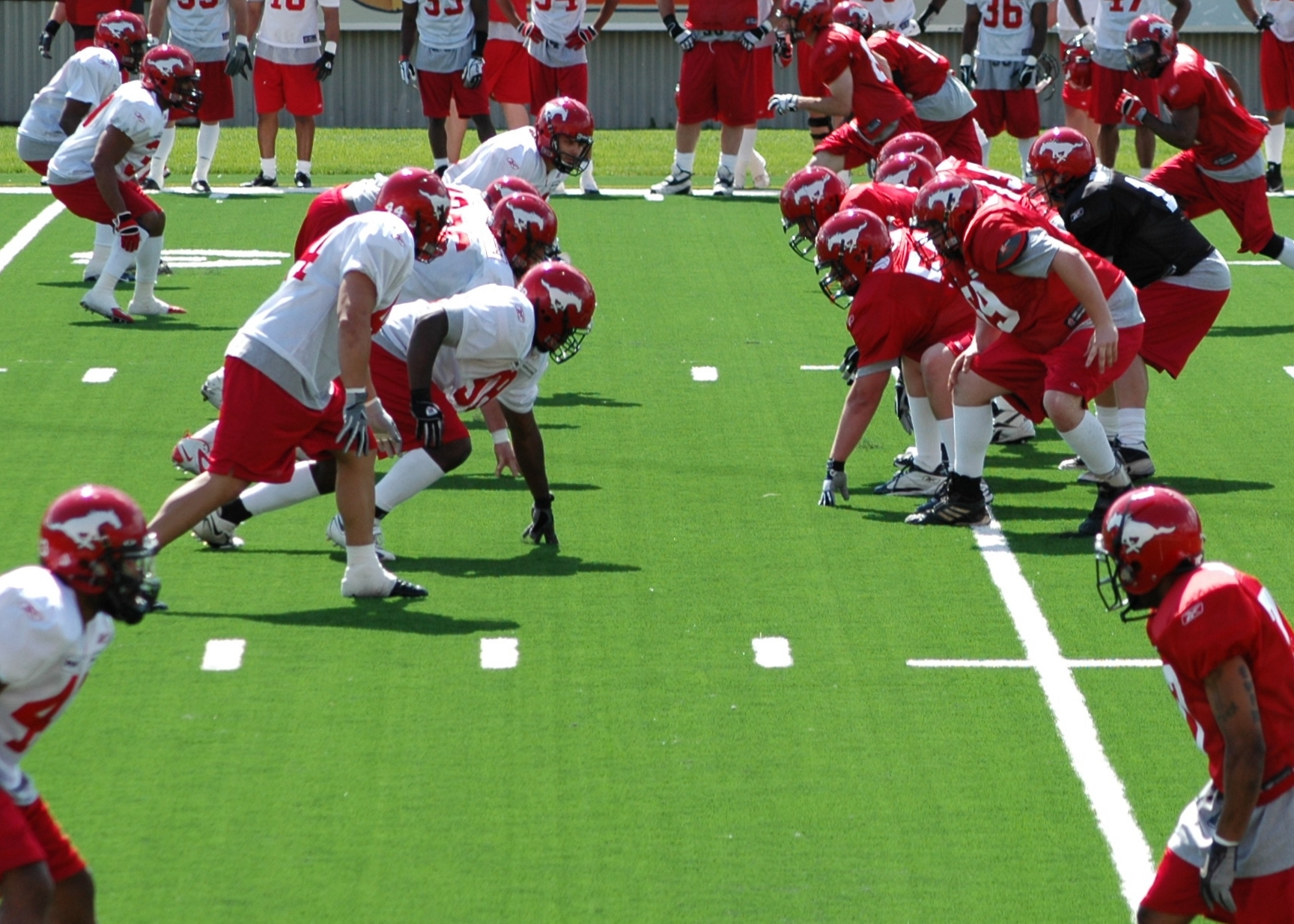
Linea di scrimmage, prima che l'azione abbia inizio (football canadese)

Nel football americano e canadese la linea di scrimmage è una linea trasversale immaginaria che attraversa il campo da football sul suo lato corto e che non può essere sorpassata prima che l'azione abbia inizio. La linea viene locata dove la palla era posizionata dopo l'ultima azione svolta (o dopo eventuali penalità assegnate). 
La linea di scrimmage è parallela alle linee di fondo (goal line) ed è tangente ad un lato della palla (prima dello snap).
I regolamenti di NFL e NCAA prevedono due linee di scrimmage all'inizio di ogni azione: una per limitare lo spazio dell'attacco ed una per quello della difesa. L'area tra le due linee (rappresentata dalla lunghezza della palla e la distanza dalle due linee laterali) è chiamata neutral zone (zona neutrale). Solo il center (centro), giocatore dell'attacco incaricato dello snap, è autorizzato ad avere ogni parte del corpo nella neutral zone.
Affinché l'azione parta regolarmente, è necessario che un determinato numero di giocatori nella squadra attaccante, inclusi alcuni receiver eleggibili, debbano essere schierati sulla loro linea di scrimmage (o alcuni centimetri dietro).
Nel football canadese la squadra in difesa deve essere schierata a non meno di una iarda di distanza dalla linea di scrimmage, mentre nel football americano è sufficiente essere dietro la linea.
Molti commentatori e tifosi si riferiscono all'intera neutral zone con il termine linea di scrimmage, anche se non è tecnicamente corretto. Altri, invece, utilizzano il termine generico riferendosi alla linea di scrimmage difensiva, poiché è la linea decisiva per il calcolo della distanza dalla end zone avversaria. Gli arbitri ufficiali, per spiegare una penalità, si riferiscono alla posizione precedente invece che alla linea di scrimmage, per evitare confusioni.
Sportvision fornisce un prodotto chiamato 1st & Ten che permette alle emittenti televisive di mostrare una linea visibile che può rappresentare la linea di scrimmage o la distanza di cui la squadra in attacco ha bisogno per ottenere un primo down.